# Уильямс, Керри
Керри Ли Уильямс (англ. Kerri Leigh Williams; в девичестве — Гаулер (англ. Gowler), род. 18 декабря 1993, Уонгануи, Манавату-Уангануи) — новозеландская гребчиха, выступающая за сборную Новой Зеландии по академической гребле с 2013 года. Олимпийская чемпионка 2020 года, пятихкратная чемпионка мира, победительница этапов Кубка мира.

## Биография
Керри Гаулер родилась 18 декабря 1993 года в городе Раэтихи, Новая Зеландия.
Заниматься академической греблей начала в 2009 году во время учёбы в старшей школе Nga Tawa Diocesan School в Мартоне, позже проходила подготовку в гребном клубе Aramoho Wanganui Rowing Club.
Дебютировала в гребле на взрослом международном уровне в сезоне 2013 года, когда вошла в основной состав новозеландской национальной сборной и в зачёте восьмёрок выступила на нескольких крупных соревнованиях, в частности на двух этапах Кубка мира и на мировом первенстве в Чхунджу, где со своей командой стала седьмой.
В 2014 году в распашных безрульных двойках одержала победу на молодёжном чемпионате мира в Варезе, стала серебряной призёркой на этапе Кубка мира в Люцерне, тогда как на взрослом чемпионате мира в Амстердаме победила в безрульных четвёрках.
В 2015 году побывала на мировом первенстве в Эгбелете, откуда привезла две награды серебряного достоинства, выигранные в безрульных двойках и рулевых восьмёрках. В тех же дисциплинах выиграла серебряные и бронзовые медали на этапах Кубка мира.
В 2016 году в восьмёрках взяла бронзу на этапе Кубка мира в Люцерне и была лучшей на этапе в Познани. Благодаря череде удачных выступлений удостоилась права защищать честь страны на летних Олимпийских играх в Рио-де-Жанейро. В программе восьмёрок сумела выйти в главный финал А и показала в решающем заезде четвёртый результат.
После Олимпиады в Рио Гаулер осталась в составе гребной команды Новой Зеландии на ещё один олимпийский цикл и продолжила принимать участие в крупнейших международных регатах. Так, в 2017 году в безрульных двойках она была лучшей на этапах Кубка мира в Познани и Люцерне, а также на чемпионате мира в Сарасоте.
В 2018 году в безрульных двойках завоевала золотые медали на этапах Кубка мира в Линце-Оттенсхайме и Люцерне, в то время как на мировом первенстве в Пловдиве получила серебро, уступив в решающем заезде экипажу из Канады.
На чемпионате мира 2019 года в Линце-Оттенсхайме дважды поднималась на верхнюю ступень пьедестала почёта, заняв первое место в безрульных двойках и рулевых восьмёрках. Кроме того, в тех же дисциплинах выиграла две золотые медали на двух этапах Кубка мира.
Её младшая сестра Джеки Гаулер (род. 1996) — двукратный призёр Олимпийских игр в академической гребле.